# Damvant
Damvant is een plaats en voormalige gemeente in het Zwitserse kanton Jura, en maakt deel uit van het district Porrentruy.
Damvant telt 130 inwoners.

## Geschiedenis
Op 1 januari 2009 fuseerde Damvant met Chevenez, Réclère en Roche-d'Or tot de de gemeente Haute-Ajoie.